# مدرسة الفنون والصنائع الإسلامية

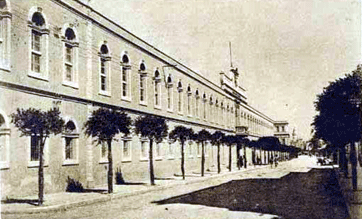
واجهة مدرسة الفنون والصنائع في طرابلس العام 1923.

مدرسة الفنون والصنائع الإسلامية في مدينة طرابلس، ليبيا هي مدرسة متخصصة في الصناعات التقليدية والحرف اليدوية.
تأسست مدرسة الفنون والصنائع في طرابلس العام 1895، وتبلغ مساحة المدرسة 24000 م2، وتقع في شارع الفاتح من سبتمبر في وسط العاصمة الليبية. واستقبلت أول دفعة من الطلاب في العام 1901 حيث ضمت وقتها عدة صنائع وفنون منها النجارة نقش المعادن التطريز الطلاء صباغة الجلود ونقش المعادن وغيرها.
توقفت المدرسة عن العمل العام 1911 بسبب الغزو الإيطالي لليبيا إلا أنها عاودت نشاطها العام 1913 حتى الآن.
من بين مهام هذه المدرسة تعليم العلوم الأساسية كذلك التدريب على حرف ومهن بينها الصناعات التقليدية كتلك التي ترتكز على الشغل اليدوي إضافة إلى التدريب الحرف الحديثة التي يتطلبها سوق العمل كذلك حرف من قبيل صيانة الأدوات الموسيقية والساعات.
تقع المدرسة في شارع أول سبتمبر وهو أحد الشوارع الرئيسية لمدينة طرابلس ويبلغ طوله نحو 900م. وتبعد المدرسة نحو 300م عن الساحة الخضراء.
وأنشئت مدرسة الفنون والصنائع الإسلامية ضمن مجموعة من المدارس الصناعية التي شكلت أحد المعالم المتميزة في منظومة التعليم نهاية الحكم العثماني الثاني، وقد أسهم في تأسيسها المواطنون وأهل الخير بما جمعوه من تبرعات، وقد خصصت لها بلدية طرابلس أرضا مساحتها (24000 م2) وتقع في شارع أول سبتمبر مركز وسط المدينة التجاري.
في عهد نامق باشا شرع في بناء المدرسة سنة(1898 م 1315 هـ) ، وقد استغرق التنفيذ ثلاث سنوات واستقبلت أول دفعة من طلابها سنة 1901م.
صمم المبنى على مساحة (5000 م2) أما باقي الأرض فتم تخصيصه كوقف تابع لمشروع المدرسة للاستفادة منها مستقبلاً إما بتطوير مرافق المدرسة أو في بناء مشاريع استثمارية تخص المدرسة لدعم ميزانيتها.